# 1. Fallschirmjäger-Division
1. Fallschirmjäger-Division sattes upp i maj 1943 genom att den ursprungliga fallskärmsjägaredivision 7. Flieger-Division ombildades.

## Slag

### Sicilien
3. Fallschirm-Jäger-Regiment gjorde en luftlandsättning vid Catania på Sicilien den 12 juli för att säkra flygplatsen. Samtidigt gjorde den brittiska 1st Parachute Brigade tillhörande 1st Airborne Division en luftlandsättning för att erövra bron över floden Primosole i utkanten av Catania helt nära flygplatsen. Detta var en av de få gånger två luftlandsatta förband möttes i strid.

### Monte Cassino

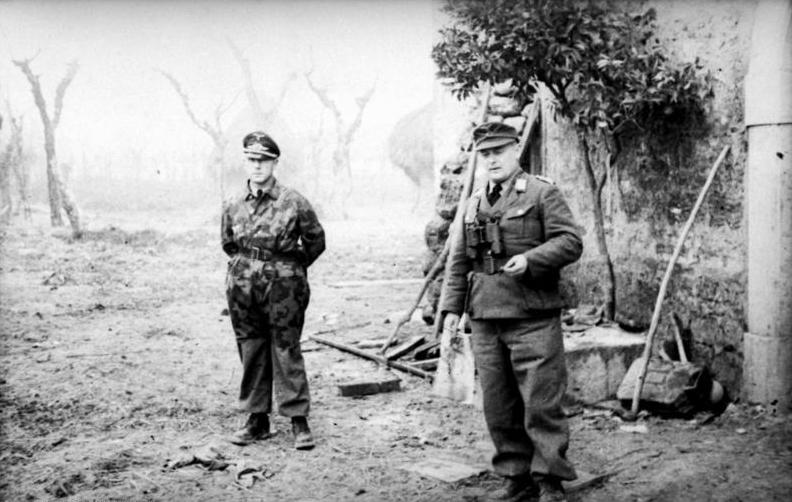
Oberst Sebastian Heilmann och Generalmajor Richard Heidrich vid Monte Cassino

## Organisation
Divisionens organisation
- Divisionsstab
- 1. Fallschirm-Jäger-Regiment
  - Fallschirm-Jäger-Battalion
  - Fallschirm-Jäger-Battalion
  - Fallschirm-Jäger-Battalion
- 3. Fallschirm-Jäger-Regiment
  - Fallschirm-Jäger-Battalion
  - Fallschirm-Jäger-Battalion
  - Fallschirm-Jäger-Battalion
- 4. Fallschirm-Jäger-Regiment
  - Fallschirm-Jäger-Battalion
  - Fallschirm-Jäger-Battalion
  - Fallschirm-Jäger-Battalion
- 1. Fallschirmjäger Artillerie-Regiment
- 1. Fallschirm-Aufklärungs-Kompanie
- 1. Fallschirm-Panzer-Jäger-Abteilung
- 1. Fallschirm-Pionier-Bataillon
- 1. Fallschirm-Flak-Abteilung
- 1. Fallschirm-Sanitäts-Abteilung

## Befälhavare
Divisionens chefer
- General der Fallschirmtruppe Richard Heidrich (1 maj 1943 - 4 april 1944)
- Generalmajor Hans Korte   (4 jan 1944 - 21 feb 1944)
- General der Fallschirmtruppe Richard Heidrich   (21 feb 1944 - 17 nov 1944)
- Generalmajor Karl-Lothar Schulz   (18 nov 1944 - 2 maj 1945)